# Gandhinagar (distrikt)
Gandhinagar är ett distrikt i delstaten Gujarat i Indien. Administrativ centralort är Gandhinagar. Vid folkräkningen 2001 hade Gandhinagar 1 334 455 invånare. Av dessa bodde 867 195 invånare på landsbygden och 467 260 i tätorter.
Följande samhällen finns i Gandhinagar:
- Gandhinagar
- Dahegām
- Mānsa
- Chhala
- Adalaj

## Demografi
Av befolkningen i Gandhinagar är 76,59% läskunniga (87,74% av männen och 64,58% av kvinnorna). Hinduism är den vanligaste religionen med 1 269 766 troende, Islam näst störst med 50 559 troende. 7 769 personer är jainister.